# Christian Pulisic
Christian Pulišić (n. 18 septembrie 1998, Hershey⁠(d), Comitatul Dauphin, Pennsylvania, SUA) este un fotbalist american și croat, care joacă pe post de mijlocaș la Milan în Serie A. Pe plan internațional, are prezențe la națională pentru SUA U17⁠(d) și SUA.